# 卢松 (瓜达拉哈拉省)
卢松，是西班牙卡斯蒂利亚-拉曼恰瓜达拉哈拉省的一个市镇。总面积57平方公里，总人口81人（2001年），人口密度1人/平方公里。